# Rynna syfonalna

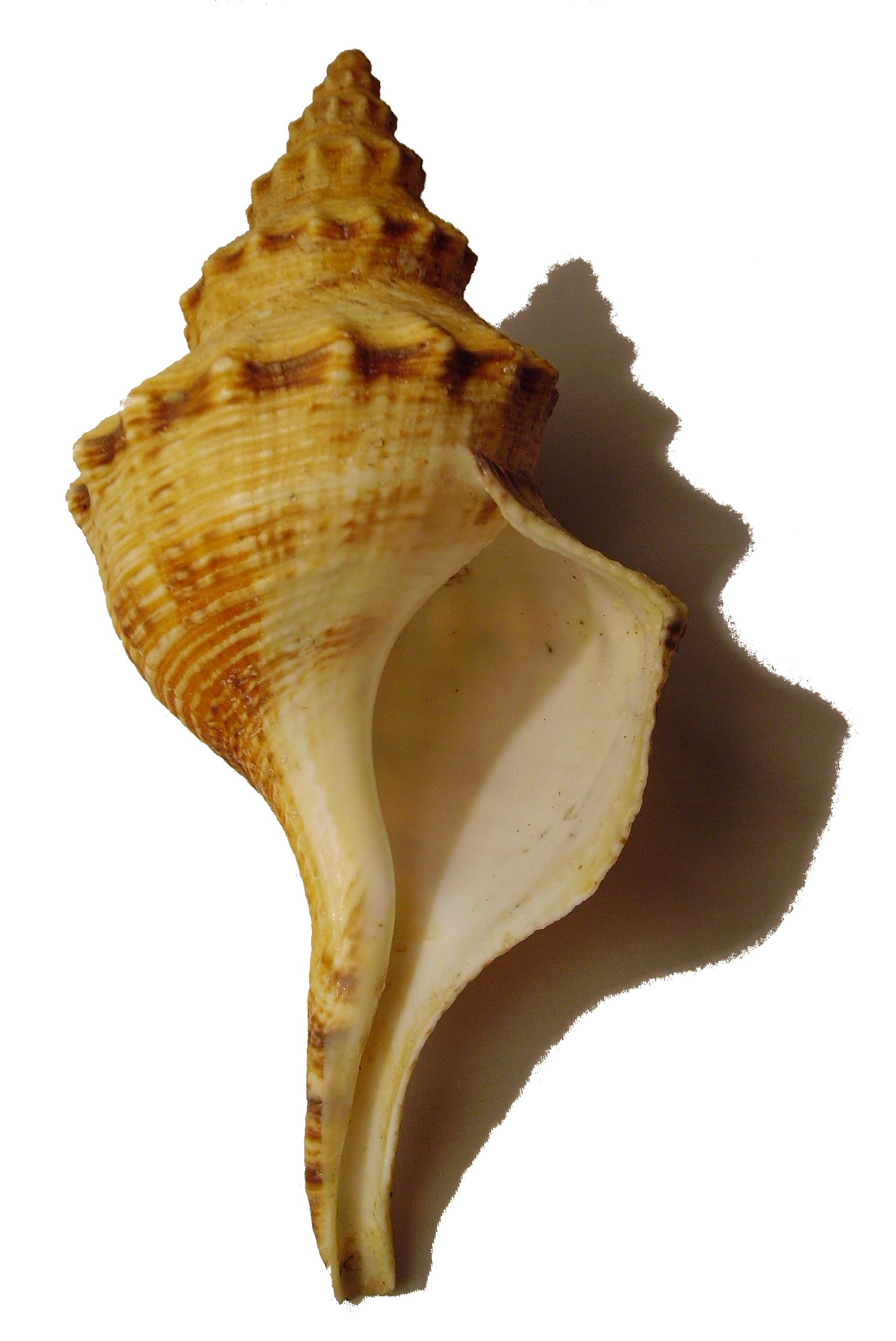
Muszla Penion cuvieranus z długą rynną syfonalną

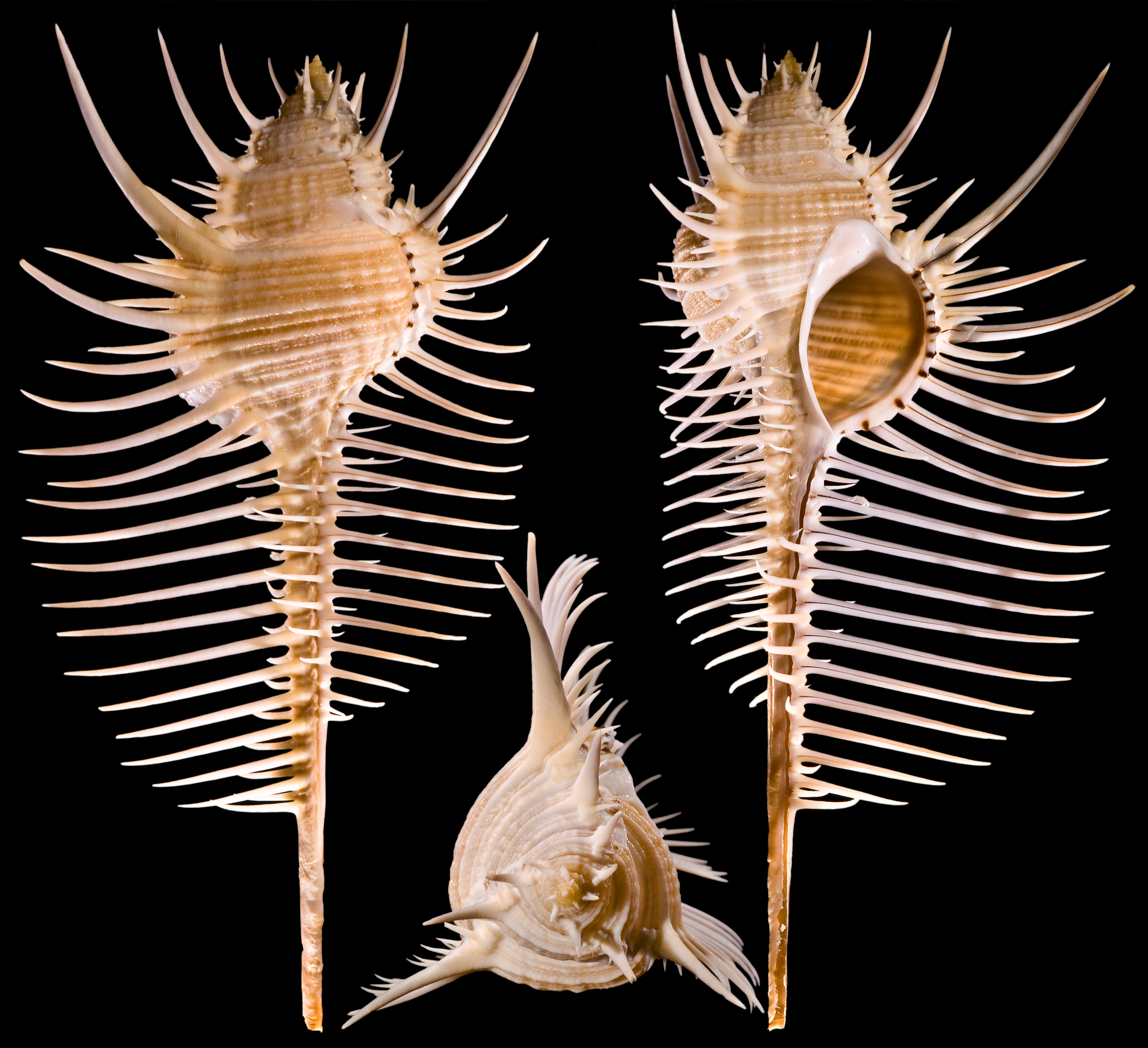
Muszla Murex pecten z ekstremalnie długą rynną syfonalną

Rynna syfonalna (ang. siphonal canal, łac. siphunculus) –  część muszli, występująca u różnych grup ślimaków morskich. Ma postać rynienkowatego lub rurkowatego przedłużenia wrzeciona i abapikalnej (położonej daleko od szczytu muszli) części wargi zewnętrznej ujścia Służy osłonięciu syfonu oddechowego i niekiedy sama również nazywana jest syfonem.
Rynny syfonalne pojawiły się w ewolucji ślimaków niezależnie co najmniej 23 razy, przy czym jest to szacunek bardzo ostrożny. Pierwotnie miały one postać krótkich rynienek mniej lub bardziej ograniczonych do płaszczyzny ujścia muszli. Bardziej zaawansowane formy, obejmujące rynny odgięte do grzbietowo, silnie wydłużone, a także zamknięte w postać rurki znane są głównie z kredy oraz kenozoiku, w tym z współczesności. Rynny zamknięte, o zrośniętych brzegach pojawiły się niezależnie co najmniej 15 razy: pięciokrotnie u Cerithioidea, ośmiokrotnie u Neogastropoda i jeden raz u Ptenoglossa. Ogólnie gatunki zaopatrzone w rynny należą do stosunkowo szybko przemieszczających się po dnie morskim ślimaków, żerujących na mikroorganizmach lub drapieżnych. U Caenogastropoda w 17 liniach ewolucyjnych doszło do wtórnego zaniku rynny syfonalnej. Miało to związek z adaptacją do osiadłego lub nie wymagającego szybkiego poruszania trybu życia, miniaturyzacją lub zmianą środowiska na niesłonowodne.
Nie wszystkie ślimaki posiadające syfon mają rynny. U część występuje tylko wcięcie syfonalne w brzegu ujścia muszli.